# Guarene
Guarene település Olaszországban, Piemont régióban, Cuneo megyében. Lakosainak száma 3551 fő (2023. január 1.). Guarene Alba, Barbaresco, Castagnito, Corneliano d’Alba, Piobesi d’Alba és Vezza d’Alba községekkel határos.

## Népesség
A település lakossága az elmúlt években az alábbi módon változott:
| Lakosok száma | 3573 | 3558 | 3551 |
|               | 2017 | 2018 | 2023 |